# Athanasius Touma Dakkama
Athanasius Touma Dakkama – duchowny Syryjskiego Kościoła Ortodoksyjnego, od 2006 biskup Wielkiej Brytanii. Sakrę otrzymał 3 grudnia 2006 roku.